# 曾氏南宗
曾氏南宗，明嘉靖十二年，以山東嘉祥無曾氏，而37代曾慶長子曾煒後嫡孫59代曾潮瑤不願自湖南寧鄉北歸，故以曾慶次子曾駢長子曾耀後嫡孫59代曾質粹北返山東嘉祥奉祀，後稱曾氏東宗，而曾煒後嫡孫則稱曾氏南宗。清嘉慶23年，湖南巡撫曾奏請予南宗67代曾衍泳為翰林院五經博士，主曾子祭祀於南方，未經批准。而曾衍詠創辦曾氏南宗譜修譜總局，修海內通譜。

## 南宗世系
- 第37代 曾慶，官御史大夫。
- 第38代 曾煒，唐吉州都押衙、檢校御史大夫。
- 第39代 曾輝，字延輝，唐鎮南節度使、銀青光祿大夫、檢校國子祭酒、御史中丞、上柱國散騎侍郎。
- 第40代 曾崇德
- 第41代 曾澄修
- 第42代 曾肅
- 第43代 曾知溫
- 第44代 曾載陽
- 第45代 曾銳
- 第46代 曾與道
- 第47代 曾彥輿
- 第48代 曾諲
- 第49代 曾悱
- 第50代 曾沅老
- 第51代 曾晞顏，官國學進士，歷御史，兵部侍郎，居永豐龍潭。
- 第52代 曾巽申，由進士官儒學提舉，除翰林院國史編修。
- 第53代 曾如瑤(土旁)
- 第54代 曾潼
- 第55代 曾子集
- 第56代 曾芝蘭，附貢生，授沅州知州，徙居湖南寧鄉蔴田。
- 第57代 曾安
- 第58代 曾絟
- 第59代 曾潮瑤，明嘉靖十二年，以山東嘉祥無曾氏，以事老母而不願北歸。
- 第60代 曾盟鏗
- 第61代 曾日新
- 第62代 曾月桂
- 第63代 曾宏焸
- 第64代 曾聞迪
- 第65代 曾貞漣
- 第66代 曾尚休
- 第67代 曾衍詠，行藏六，號雩臺，邑庠生，清嘉慶23年，湖南巡撫曾奏請立為翰林院五經博士，但並未准，授鉅野屯官，晉奎文閣典籍廳典籍、敕贈修職郎，例授文林郎，貤贈奉政大夫，創曾氏南宗譜修譜總局，督修海內通譜。
- 第68代 曾興樗，字白廬，舉孝廉方正，授詩禮堂啟事，例授文林郎，晉贈儒林郎，南宗譜局總理。
- 第69代 曾毓郯，南宗譜局總理。
- 第70代 曾傳進，南宗譜局總理。
- 第71代 曾紀鑣，字汝霖，號志一，監生，南宗譜局總理。
- 第72代 曾廣蘇，字受之，號福時，紀鑣次子，現任南宗譜局總理。
- 第73代 曾昭從，字猛龍。
- 第74代 曾憲迎，名大明，字志超。